# HD47026
HD47026 — хімічно пекулярна зоря спектрального класу
B9 й має видиму зоряну величину в смузі V приблизно  9,6.

## Пекулярний хімічний вміст
Зоряна атмосфера HD47026 має підвищений вміст 
Cr
.